# Härslöv
Härslöv – miejscowość (tätort) w Szwecji, w regionie administracyjnym (län) Skania, w gminie Landskrona.
Według danych Szwedzkiego Urzędu Statystycznego liczba ludności wyniosła: 395 (31 grudnia 2015), 422 (31 grudnia 2018) i 426 (31 grudnia 2019).